# ロト・ナンバーズ「超」的中法
『ロト・ナンバーズ「超」的中法』（ロト・ナンバーズちょうてきちゅうほう）は、イマジカインフォスが発行し、主婦の友社より発売されている数字選択式全国自治宝くじの攻略情報誌。毎月29日発売の月刊誌。

## 特徴
統計学、占い（風水カバラなど）、心理学を用いた、当選確率及び当選金額の高め方を載せている。他では聞かない攻略法もある。また、宝くじをめぐる（購入者の）喜怒哀楽を取材している。開運や体験談を中心とした企画も多い。週2回発売のロト6を、それぞれ月ロト・木ロトと呼称している。当選の質と量が優れている一般読者が達人という形で登場している。

## 主な内容
データ研究のためか、数字選択式全国自治宝くじ6種類についての過去の当せん数字を、全て載せている。記事内の予想については、机上の空論とよべる向きもあるが、楽しんで数字選択式全国自治宝くじを買うことに重きを置いているものと思われる。表紙には女優、俳優、グラビアアイドル、お笑い芸人といったタレントが登場している。「富来神社へ願いを託そう」といった、願掛け（祈り）企画も年に何度かある。
- 今月の人（表紙に登場したタレントのインタビュー記事）
- ロト6セット球攻略法
- 売り場百選
- スター★錦野旦の『この世に数字がある限り』
- ロト7、ロト6、ミニロト、ビンゴ5、ナンバーズ3、ナンバーズ4の全当選数字&賞金額一覧
- 風車盤予想
- ナンバーズ超的中　名人位争奪戦
- ナンバーズ4セカンドチャンス
- オフェリア・麗のナンバーズ「超」的中星占い
- お笑い芸人による連載
  - 5番6番の大安吉日（連載終了）
  - 瞬間メタルの龍の眼光
  - 日本エレキテル連合 電気ピカソ

## 表紙グラビアに登場した主なタレント（一覧）
細川直美/ガッツ石松/松村邦洋/山本譲二/香田晋/北川弘美/北村総一朗/ダチョウ倶楽部/MEGUMI/プリンセス・テンコー/テツandトモ/吉幾三/ベッキー/ダンディ坂野/錦野旦/新山千春/安達祐実/綾小路きみまろ/石原良純/山本梓/大河内奈々子/長井秀和/林家ペー・パー子/アメリカザリガニ/田丸麻紀/なぎら健壱/中山秀征/松居一代/Mr.マリック/森口博子/清水ミチコ/Dr.コパ/9代目林家正蔵/真島茂樹/五月みどり/木の実ナナ/青田典子/彦摩呂/カンニング竹山/中島史恵/山田邦子/ジャガー横田/山中秀樹/原幹恵/及川奈央/TIM/つるの剛士/はるな愛/サンドウィッチマン/デンジャラス/山本高広/有吉弘行/U字工事/笑福亭笑瓶/夏川純/Wコロン/おかもとまり/島田秀平/池田夏希/熊田曜子/国生さゆり/KABA.ちゃん/テレンス・リー/はいだしょうこ/甲斐まり恵/杉浦太陽/前嶋しょうこ/吉木りさ/日本エレキテル連合

## 公式モバイルサイト
『超速ロト・ナンバーズ』をiモード、EZweb、ソフトバンクモバイルで提供している。
メール配信による当選数字速報サービス、宝くじ達人執筆コラム、宝くじ売り場ナビ、過去の当選数字データが主なコンテンツメニューである。